# Francis Baudevin
 (mars 2020).
Si vous disposez d'ouvrages ou d'articles de référence ou si vous connaissez des sites web de qualité traitant du thème abordé ici, merci de compléter l'article en donnant les références utiles à sa vérifiabilité et en les liant à la section « Notes et références ».
Francis Baudevin est un artiste né en 1964 à Bulle ; il vit à Lausanne et enseigne à l'École cantonale d'art de Lausanne (ECAL).

## Sources
- David Perreau, in OKAY, « Francis Baudevin : uniquement sur ordonnance », JRP Éditions, Genève, 2000